# پری‌شاهرخ نارنجی
پری‌شاهرخ نارنجی (نام علمی: Icterus auratus) نام یک گونه از سرده پری‌شاهرخ بر جدید است.